# Бейтоу
Район Бейтоу (кит.: 北投區) — район в столиці та місті центрального підпорядкування Республіки Китай Тайбеї.

## Географія
Площа району Бейтоу на 10 вересня 2017 становила близько 56,8216 км².

## Населення
Населення району Бейтоу на 15 серпня 2006 становило близько 248 965 осіб. Густота населення становила 4381,5 осіб/км².